# Eva Minor
Eva Minor (* 21. Januar 1969) ist eine ehemalige deutsche Fußballspielerin.

## Karriere

### Vereine
Eva Minor machte eine Ausbildung zur Konditorin. Ihre fußballerische Karriere begann sie beim SV Friedrichsthal. Von dort wechselte sie 1985 zum VfR 09 Saarbrücken.
1997 trat der VfR 09 Saarbrücken geschlossen zum 1. FC Saarbrücken über. Für diesen bestritt sie ab der Saison 1997/98 24 Bundesligaspiele, in denen sie neun Tore erzielte.

### Nationalmannschaft
Am 16. Mai 1987 bestritt sie ihr einziges Länderspiel – mit Einwechslung für Cornelia Trauschke in der 53. Minute – für die A-Nationalmannschaft, das in Dillingen/Saar gegen die Nationalmannschaft Frankreichs mit 2:0 gewonnen wurde.